# 関口利男
関口 利男（せきぐち としお、1923年9月21日 - 2008年11月17日）は、日本の電気工学者。東京工業大学名誉教授。元東京工業高等専門学校校長。

## 人物・経歴
多賀工業専門学校、桐生高等工業学校を経て、1949年東京工業大学電気工学科卒業。1957年東京工業大学工学博士。東京工業大学工学部電気・電子工学科教授や、武蔵工業大学工学部電子通信工学科教授を務めた。東京工業大学名誉教授。1980年東京工業大学工学部長。1983年東京工業高等専門学校校長。1989年電子情報通信学会編集長。正四位、1997年勲三等旭日中綬章受章。東京工業大学関口研究室出身者には安藤真東京工業大学名誉教授や、遠藤信博日本電気代表取締役会長などがいる。
2008年11月17日、急性心筋梗塞のため死去。

## 著書
- 『マイクロ波アンテナ』（森田清, 河津祐元と共著）オーム社 1959年
- 『電子・通信と数学 : その二、三の話題』（岸源也と共著）共立出版 1960年
- 『電波工学』（榎本肇と共著）オーム社 1964年
- 『電磁波』朝倉書店 1976年
- 『場の工学 : エンジニアリング・サイエンス講座 12』共立出版 1977年